# John Tolos
John Tolos, meglio conosciuto come The Golden Greek (Hamilton, 18 settembre 1930 – Los Angeles, 29 maggio 2009), è stato un wrestler statunitense.

## Biografia
John è nato il 18 settembre 1930 a Hamilton in Ontario dai genitori greci, Nicolaos e Evangelia (Evangeline) Tolos.

### Carriera
Durante gli anni '50 e '60, Tolos faceva parte del Wrecking Crew con il fratello Chris Tolos. Il 28 dicembre 1963, John e Chris hanno vinto il titolo di Tag Team della WWWF a Teaneck nel New Jersey contro Gorilla Monsoon e Killer Kowalski, Prima del match per il titolo, i Tolos Brothers hanno fatto un'intervista televisiva. Conosciuto come The Golden Greek, Tolos è stato impegnato in una rivalità di lunga data con "Classy" Freddie Blassie, spesso disputata per il titolo NWA Americas Heavyweight Championship.
Tolos è entrato a far parte della World Wrestling Federation per un breve periodo a metà del 1991 con il ringname coach, gestendo i Beverly Brothers e "Mr. Perfect" Curt Hennig, sostituendo Bobby "The Brain "Heenan, passato al ruolo di commentatore tv a tempo pieno.. Mr. Perfect perse il suo titolo Intercontinentale contro Bret Hart a SummerSlam, dopo il forfait di Hennig a causa di un infortunio che lo terrà fermo per più di un anno. Con Hennig indefinitamente fuori dall'azione, e con un nuovo manager per i Beverly Brothers, Tolos lasciò la WWF.
È diventato poi commentatore nel programma Fury Hour della UWF.

### Morte
Muore a Los Angeles il 29 maggio 2009. La sua morte è dovuta ad una insufficienza renale seguito da una serie di attacchi cardiaci.

## Personaggio

### Mosse finali
- Corkscrew knuckle grind to the temple

### Wrestler assistiti
- Curt Hennig
- The Beverly Brothers (Beau & Blake)
- Cowboy Bob Orton
- Cactus Jack
- The Power Twins (David & Larry Power)

### Soprannomi
- "The Golden Greek"
- "The Maniac"
- "Coach"

## Riconoscimenti
- California Pro Wrestling
  - CPW Heavyweight Championship (1)[6]
- Cauliflower Alley Club
  - Golden Potato Award (2004)
- Championship Wrestling from Florida
  - NWA World Tag Team Championship (Florida version) (1) - con Chris Tolos[7]
- Heart of America Sports Attractions
  - NWA North American Tag Team Championship (Central States version) (1) – Baron von Helsinger[8][9]
- Maple Leaf Wrestling
  - NWA International Tag Team Championship (Toronto version) (3) - con Chris Tolos[10]
- National Wrestling Alliance
  - NWA Hall of Fame (Classe del 2012)[11]
- NWA All-Star Wrestling
  - NWA Canadian Tag Team Championship (Vancouver version) (7) - con Tony Borne (2), Chris Tolos (2), Black Terror (1), Dutch Savage (1), e Don Leo Jonathan (1)[12]
  - NWA Pacific Coast Heavyweight Championship (Vancouver version) (1)[13]
  - NWA World Tag Team Championship (Vancouver version) (3) - con Tony Borne (1) e Chris Tolos (2)[14]
- NWA Detroit
  - NWA World Tag Team Championship (Detroit version) (1) - con Chris Tolos[15]
- NWA Hollywood Wrestling
  - NWA Americas Heavyweight Championship (10)[16]
  - NWA Americas Tag Team Championship (6) - con Great Kojika (2), Louie Tillet (1), Rock Riddle (1), Chavo Guerrero (1), e The Assassin (1)[17]
  - NWA "Beat the Champ" Television Championship (4)[18]
  - NWA Brass Knuckles Championship (Los Angeles version) (3)[19]
  - NWA United National Championship (1)[20]
- NWA Los Angeles
  - NWA International Television Tag Team Championship (1) - con Gene Kiniski[21]
- NWA Mid-Pacific Promotions
  - NWA Hawaii Heavyweight Championship (1)[22]
  - NWA North American Heavyweight Championship (Hawaii version) (1 time)[23]
  - NWA Hawaii Tag Team Championship (1) - con Steve Strong[24]
- NWA San Francisco
  - NWA Pacific Coast Tag Team Championship (San Francisco version) (1) - con Chris Tolos[25]
- NWA Western States Sports
  - NWA Western States Tag Team Championship (1) - con Mr. Sato[26]
- Professional Wrestling Hall of Fame and Museum
  - Classe del 2007 - Come membro dei Canadian Wrecking Crew (con Chris Tolos)
- Stampede Wrestling
  - Stampede International Tag Team Championship (1) - con Chris Tolos[27]
- Southwest Sports, Inc.
  - NWA Texas Tag Team Championship (1) - con Duke Keomuka[28]
  - NWA Texas Heavyweight Championship (3)
- Western States Alliance
  - WSA Heavyweight Championship (1)[6]
  - WSA Tag Team Championship (1) - con Victor Rivera[6]
- World Wide Wrestling Federation
  - WWWF United States Tag Team Championship (1) - con Chris Tolos[29]